# 维州之战
维州之战是唐德宗贞元十七年（801年）七月至贞元十八年（802年）正月，为减轻吐蕃对西线边境的压力，唐朝剑南军主动出击，在维州（治薛城，今四川理县东北）等地与吐蕃军的作战。
801年七月十八日，吐蕃攻打唐盐州（治今陕西定边）。七月二十九日，吐蕃军攻克麟州（治新秦，今陕西神木北），杀刺史郭锋，毁城郭，掠夺城内居民及党项部落属民，而后退兵。唐德宗命剑南节度使韦皋从东南线向吐蕃纵深进军，使其兵力分散，减轻对西北边地的军事压力。韦皋派部将率步骑兵二万分九路并进，向吐蕃所占维州、保州（治今四川理县北孟屯河中下游）、松州（治嘉诚，今四川松潘）、栖鸡、老翁城等地发起进攻。
九月，韦皋派镇静军兵马使陈洎等統兵万人出三奇路，威戎军使崔尧臣率兵一千出龙溪石门路南，维州、保州]两州兵马使仇昱和保州、霸州两州刺史董振等率兵二千进逼吐蕃维州城中，北路兵马使邢玼并诸州刺史董怀愕等率兵四千进攻吐蕃栖鸡、老翁城等城，都将高倜、王英俊等率兵二千进逼故松州，东路兵马使元膺并诸将郝宗等复分兵八千出南道雅州、邛州、黎州、巂州等路。又令邛州镇南军使、御史大夫韦良金发镇兵一千三百续进，雅州经略使路惟明与三部落主赵日进等率兵三千进攻吐蕃偏松（即维州）等城，黎州经略使王有道率三部落主郝全信等率兵二千过大渡河，深入吐蕃境内，巂州经略使陈孝阳与行营兵马使何大海、韦义等率兵四千进攻昆明（今四川盐源）、诸济城（今四川西昌境）。自八月至十二月，两军多次交战，击溃吐蕃军十六万，先后攻取城池七座，军镇五座，焚毁堡垒150个，斩杀万余人，俘虏六千余人，受降三千余户。
韦皋与南诏王异牟寻配合在维州打敗吐蕃军，乘胜围攻吐蕃所属昆明城（今四川盐源）。維州和昆明城的吐蕃守军发出求援。802年正月，吐蕃调遣进攻灵州（治今宁夏灵武西南）、朔方（治今陕西靖边县东北白城子）的吐蕃军南下往维州。由内大相兼东鄙五道节度兵马都统群牧大使论莽热率兵十万，解维州和昆明城之围。韦皋得到消息，派西川兵万余在吐蕃援兵必经之险要地带设伏。论莽热率吐蕃军经过设伏地时，韦皋先派出唐兵向吐蕃军挑战，吐蕃军中计，追杀唐军，于是被引入埋伏圈。唐伏兵发起攻击，吐蕃军大乱，论莽热被擒获，士兵死亡大半。